# Shichinin no Samurai
Shichinin no Samurai (títol original en japonès: 七人の侍; literalment, en català, "Set samurais") és una pel·lícula japonesa del 1954, co-escrita, editada i dirigida per Akira Kurosawa. Va guanyar el Lleó d'Argent a la Mostra de Venècia i dues nominacions als premis Oscar.
Ha estat considerada una de les pel·lícules més influents de la història i va influir en posteriors produccions occidentals, com per exemple en el remake versió western Els set magnífics.

## Argument
La història transcorre el 1587 durant el període Sengoku al Japó, i descriu la història d'una vila de camperols, que farts de ser periòdicament assaltats per una colla de bandits, decideixen mirar de contractar samurais perquè els defensin. La recerca és difícil, ja que només poden pagar amb menjar, però en acabat en troben a un, anomenat Kanbei, que decideix ajudar-los. Kanbei aconsegueix reunir un grup de set samurais, que defensarà el poble més per valentia i ètica que per l'arròs que se'ls ofereix a canvi.

## Repartiment

### Samurais
- Toshirō Mifune (Kikuchiyo): jove d'origen camperol que intenta arribar a ser conegut com un veritable samurai.
- Takashi Shimura (Kanbei): soldat nat, amb gran capacitat de dirigir i habilitat tàctica, que el converteixen en un líder natural. Sent que mai ha guanyat una batalla.
- Daisuke Kato (Shichiroji): antic amic de Kanbei, a més d'excel·lent i experimentat guerrer. Té aparents coneixements daoistes.
- Ko Kimura (Katsushiro): és el més jove del grup. Intenta aprendre a ser un bon samurai, tot i que encara li falta experiència.
- Minuro Chiaki (Heihachi): membre més alegre del grup, i potser l'únic a qui les guerres no l'han apagat el bon humor. No té molta experiència, abans era llenyataire.
- Seiji Miyaguchi (Kyuzu): mestre a l'art de matar amb l'espasa. El seu únic objectiu a la vida és perfeccionar el seu estil de combat i les seves habilitats samurai.
- Yoshio Inaba (Gorobei): samurai experimentat. Podria sortir de gairebé qualsevol problema gràcies al seu enginy.

### Civils
- Yoshio Tsuchiya (Rikichi)
- Yukiko Shimazaki: La dona de Rikichi
- Keiko Tsushima (Shino)
- Kamatari Fujiwara (Manzo): El pare de Shino
- Yoshio Kosugi (Mosuke)
- Bokuzen Hidari (Yohei)
- Kokuten Kōdō (Gisaku): L'ancià
- Jirō Kumagai: El fill de Gisaku
- Haruko Toyama: la filla de Gisaku
- Junpei Natsuki
- Toku Ihara

### Bandits
- Shinpei Takagi: El cap dels bandits
- Shin Ōtomo: El segon dels bandits
- Toshio Takahara
- Masanobu Ōkubo

## Distincions

### Premis
| Any  | Cerimònia o festival | Premi                           | Premiat         |
| ---- | -------------------- | ------------------------------- | --------------- |
| 1954 | Mostra de Venècia    | Lleó d'Argent                   | Akira Kurosawa  |
| 1955 | Mainichi Film Awards | Millor actor secundari masculí  | Seiji Miyaguchi |
| 1959 | Premis Jussi         | Millor realització estrangera   | Akira Kurosawa  |
| 1959 | Premis Jussi         | Premi al millor actor estranger | Takashi Shimura |

### Nominacions
| Any  | Cerimònia o festival | Premi                     | Premiat           |
| ---- | -------------------- | ------------------------- | ----------------- |
| 1954 | Mostra de Venècia    | Lleó d'or                 | Akira Kurosawa    |
| 1956 | Premis BAFTA         | Millor pel·lícula         | Akira Kurosawa    |
| 1956 | Premis BAFTA         | Millor actor              | Toshirō Mifune    |
| 1956 | Premis BAFTA         | Millor actor              | Takashi Shimura   |
| 1956 | Oscars               | Millor direcció artística | Takashi Matsuyama |
| 1956 | Oscars               | Millor vestuari           | Kōhei Ezaki       |